# Ropica rufonotata
Ropica rufonotata là một loài bọ cánh cứng trong họ Cerambycidae.